# مارموست کوتوله
مارموست کوتوله (نام علمی: Callithrix pygmaea) نام یک گونه از سرده مارموست است.